# Heinz von Cramer
Heinz von Cramer (* 12. Juli 1924 in Stettin; † 24. März 2009 bei Viterbo, Italien) war ein deutscher Autor und Hörspielregisseur. Er gilt als führender Regisseur von experimentellen Hörspielen, bei denen er häufig als Untermalung und Ergänzung von gesprochenen Texten Eigenkompositionen und verschiedene Geräusche eingesetzt hat.

## Leben
Heinz von Cramer wuchs als Sohn baltischer Eltern in der Garnisonsstadt Potsdam auf. Statt nach dem elterlichen Willen Landwirt oder Reserveoffizier zu werden, studierte er von 1938 bis 1943 in Berlin Musik, unter anderem bei Boris Blacher. 1944 desertierte er und tauchte in Berlin unter. (Anderen Quellen nach musste er wegen seiner jüdischen Herkunft in Berlin versteckt leben.) Nach dem Zweiten Weltkrieg arbeitete von Cramer als Dramaturg, Regisseur und später als Hörspielautor beim RIAS. Während dieser Zeit schrieb er auch Opernlibretti und Balletttexte für Boris Blacher, Hans Werner Henze und Gottfried von Einem.
1953 emigrierte von Cramer nach Italien und lebte als freier Schriftsteller auf der Insel Procida in Italien. 1975 erhielt er den Hörspielpreis der Kriegsblinden für seine Inszenierung der Goldberg-Variationen von Dieter Kühn, 1985 für Nachtschatten von Friederike Roth.

## Werke

### Romane
- Kaiserin Soraya. Liebe und Intrigen in Persien. Nach zeitgenössischen Quellenwerken frei bearbeitet von Heinz Cramer. Berlin/Düsseldorf: Deutsche Buchvertriebs- und Verlags-Gesellschaft, 1954
- San Silverio Köln, Berlin; Kiepenheuer & Witsch, 1955
- Die Konzessionen des Himmels. Hamburg: Hoffmann und Campe, 1961
- Die Kunstfigur.  Köln, Berlin: Kiepenheuer & Witsch 1958; 2., überarb. Aufl. Hamburg: Hofmann und Campe 1961.
- Auszug aus dem zweiten Buch Die Farbe der Freiheit, in: Adalbert Keil (Hg.): Die Prophezeiung. Zigeunergeschichten. Reihe: Goldmanns Gelbe TB #1622. München 1965. (Anthologie, zuerst bei Kurt Desch, ebd. 1964) S. 17–34.
- Der Paralleldenker. Hamburg: Hoffmann & Campe, 1968
- Die Wilden vom Kap. List. 1968.

### Erzählungen
- Leben wie im Paradies. Hamburg: Hoffmann und Campe, 1964

### Fernsehfilme
- 1967 Das war Urmuz. Dokumentation eines Falles von Poesie. Prod.: SFB. (Regie)
- 1967 Dieser Mann und Deutschland. Prod.: WDR (Buch, Regie: Hansjürgen Pohland)

### Hörspiele (Auswahl)
- 1959 Die Ohrfeige (RIAS/BR)
- 1964 Die Ohrfeige – Regie: Hans Knötzsch (Rundfunk der DDR)
- 1967 Aufzeichnungen eines ordentlichen Menschen (HR/SDR)
- 1974 Hummerquadrille (BR)
- 1975 Lesungen (BR)
- 1978 Barzaz Breiz - Sänger Bretagne(HR/BR/SR)
- 1980 Ketzer-Chronik (SFB/BR/HR)
- 1981 Sergej Diaghilew und das klassische Ballett (DRS)
- 1983 Popol Vuh (WDR)
- 1984 Ausfahrt nach Cythera (WDR)
- 1988 Oktober-Nächte - Les nuits d'Octobre (WDR)
- 1991 Lacenaire oder Die Schurkenehre (BR)
- 1991 Die Stein ist die Stein ist die Stein ist die… - Vier Aspekte ein und desselben Phänomens (SDR)
- 1992 Isabella oder Die neue Ordnung (SDR/SFB)
- 1992 Gottes und des Menschen Zorn - Versuch eines Festspiels an der Schwelle zum Zeitalter der Unvernunft (SDR)
- 1993 Das war's, Elvis! oder The American Way of Death (NDR/HR)
- 1994 Landschaft im Krieg (YLE/WDR)
- 1994 Scherbengericht oder Schlußworte Yoriks zur Jahrhundertwende (WDR)
- 1995 Alfandar oder Das Volk der Nacht (BR)
- 1996 Marivaux oder Die Exekution der Liebe (WDR)
- 1996 Nachtstück mit Toten (HR)
- 1997 Haydns Kopf oder Der Irrsinn der Welt - Ein Phantasiestück nach einer wahren Begebenheit sowie Texten aus E.T.A. Hoffmanns "Kreisleriana" (WDR)
- 1999 Jane Austen oder Bildnis einer Dame beim Romaneschreiben (WDR)
- 1999 Underkarls Travel (DLR/WDR/MDR)
- 2004 Jede Seite ist Anfang, jede Seite ist Ende oder Zustände wie im alten Rom (Nach Sonetten von Giuseppe Gioacchino Belli) – Auch Regie (NDR)
- 2006 Wurfsendung 80: "Kruscht"
- 2008 Lovecraft - Versuch das Bild eines Schriftstellers mithilfe von Ausschnitten aus seinem Werk ins Leben zurückzurufen (HR)
- 2008 Flimmern, Rausch und Kettensäge - Eine Fata Morgana mit Michi Herl, Peter Liermann (DLR)
- 2008 Maeterlinck oder Nachklänge einer vergessenen Welt (SWR)
- 2012 Unerwartete Ereignisse Eine schwarze Komödie, Regie: Burkhard Schmid, Kurd-Laßwitz-Preis, Hörspiel des Monats Mai 2012

### Hörspiel-Regie (Auswahl)
- 1963 Besuch im Pfarrhaus von Ilse Aichinger. Prod.: SDR.
- 1964 Man bittet zu läuten von Günter Eich. Prod.: NDR/BR.
- 1972 Die Droge von Gaston Bart-Williams. Prod.: WDR.
- 1975 Ein Geschäft mit Träumen von Ingeborg Bachmann. Prod.: DLF.
- 1991 Nachtmahr-Abtei von Thomas Love Peacock. Prod.: NDR.
- 1974 Goldbergvariationen von Dieter Kühn. Prod.: BR/HR. (Hörspielpreis der Kriegsblinden 1975)
- 1977 Zuhören von Edward Albee (WDR/DRS)
- 1984 Nachtschatten von Friederike Roth. Prod.: SDR/NDR/RIAS. (Hörspielpreis der Kriegsblinden 1985)
- 1999 Es ist eine herrliche Sonne hier und ein schlechter Mensch von Kai Buchholz. Prod.: SR/DeutschlandRadio Berlin. (Frankfurter Hörspiel-Förderpreis 1999)
- 2001 Koljas Briefe von Adolf Schröder. Prod.: NDR.
- 2002 Die Verwandlung nach Franz Kafka (Textbearbeitung und Regie). Prod.: NDR (Hörbuch: Hoffmann und Campe, ISBN 3-455-32002-3)
- 2008 Mutter Hamburg von Adolf Schröder. Prod.: DKultur.

### Opernlibretti
- 1946/1947: Die Flut (Oper); Musik: Boris Blacher
- 1952: Preußisches Märchen; Musik: Boris Blacher
- 1953: Der Prozess; mit Boris Blacher nach dem Roman von Franz Kafka, Musik: Gottfried von Einem
- 1959: König Hirsch; Musik: Hans Werner Henze